# Uwe Hansen

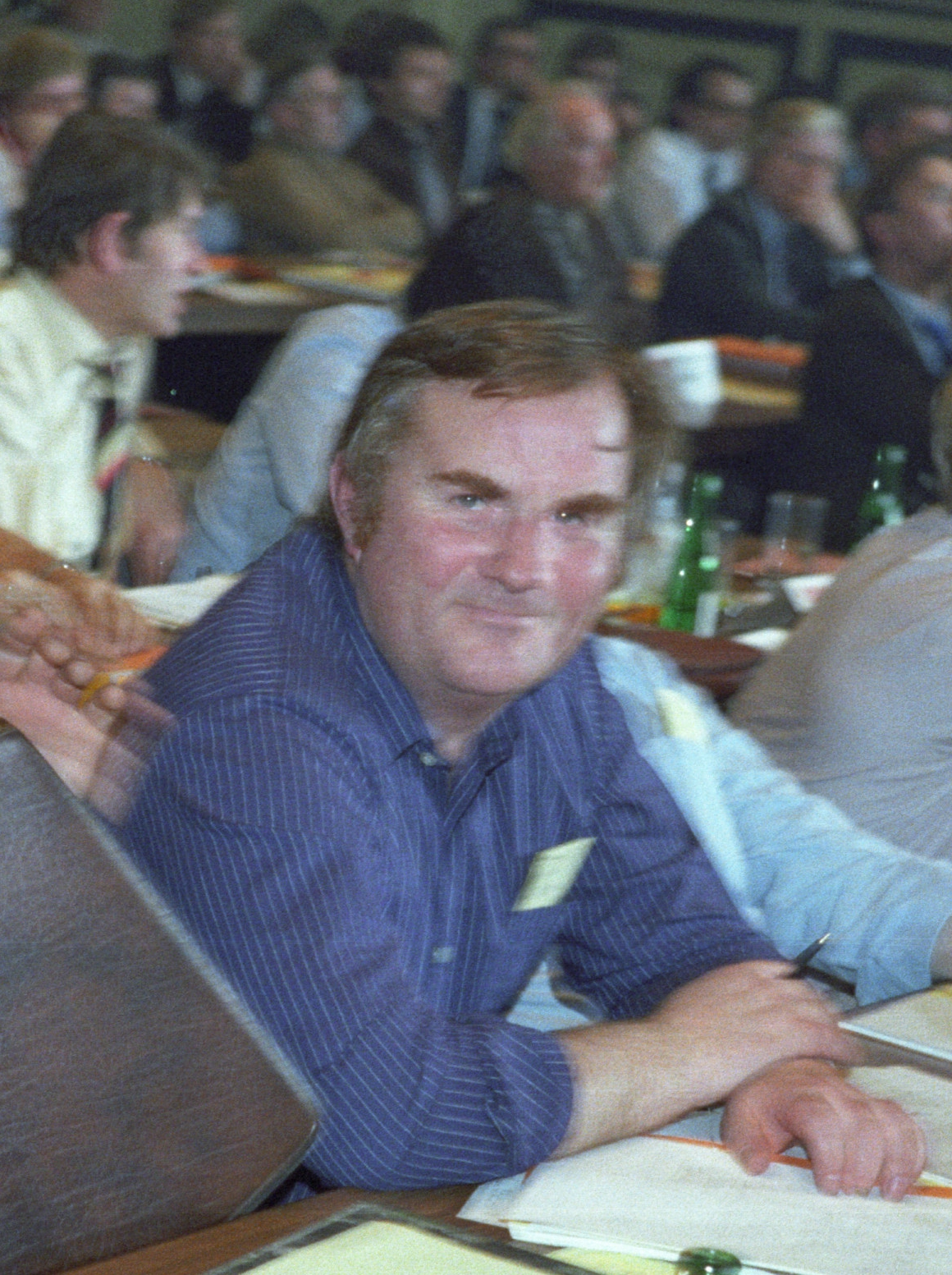
Uwe Hansen auf einem SPD-Landesparteitag in Hamburg um 1982

Uwe Hansen (* 19. September 1938 in Hamburg) ist ein deutscher Politiker (SPD) und niederdeutscher Autor.
Hansen legte an der Osterbrookschule die mittlere Reife ab. Er war zunächst Seemann und wurde nach dem Erwerb des Kapitänspatentes als Steuermann in der Kleinen Fahrt Mitglied der Berufsfeuerwehr Hamburg. Für die Feuerwehr war er im gehobenen feuerwehrtechnischen Dienst auch Pressesprecher, Personalratsvorsitzender und von 1987 bis 1989 Leiter der Feuerwache Billstedt.
Hansen war Abgeordneter im Bezirk Hamburg Mitte, gehörte u. a. als stellvertretender Landesvorsitzender dem Landesvorstand der Hamburger SPD an. Er zog als Mitglied auf der SPD-Landesliste am 29. Juni 1984 in den deutschen Bundestag ein, dem er bis 1987 angehörte. Er rückte für Horst Gobrecht nach, der zum Hamburger Finanzsenator ernannt wurde. Von 1989 bis 2003 leitete Hansen das Ortsamt Hamburg-Finkenwerder.
Hansen gehört dem Plattdüütschraat för Hamborg und war  von 2004 bis 2013 Mitglied des Bundesraat för Nedderdüütsch. In der Zeitung Harburger Anzeigen und Nachrichten erschien in über 900 Ausgaben wöchentlich eine von ihm geschriebene plattdeutsche Kolumne, wovon 2006 eine Auswahl in einem Buch erschien. Als Mitglied des Vorstandes des Kulturkreis Finkenwerder e. V. war er ab 2005 einer der Initiatoren und dann  bis 2015  verantwortlich für die Ausschreibung, das Gewinnen von Juroren  und  die Gesamt-Organisation der Verleihung des Kunstpreises Finkenwerder, einschließlich der damit verbundenen Ausstellungen. 

## Veröffentlichungen
- Blots to Di seggt wi Se, Herr Paster. Quickborn-Verlag, Hamburg 2006, ISBN 978-3-87651-321-8.